# Fairlight (Gruppe)
Fairlight (Kürzel FLT) ist eine der ältesten Warez-, Cracker- und Demo-Gruppen, die seit dem Frühjahr 1987 aktiv ist und ihre Ursprünge auf dem Commodore 64 hat. Ihre Mitglieder stammen aus Großbritannien und Skandinavien.

## Geschichte

Intro eines von Fairlight gecrackten C64-Spiels

Gegründet wurde Fairlight am 17. April 1987. Die Gruppe wurde schnell zu einer der erfolgreichsten in der Cracker- und illegalen Warez-Szene und führte zur Hochzeit der Demoszene um 1990 herum auch die Demo-Charts an. In den 1990er-Jahren traten ihre Aktivitäten in der Demoszene zugunsten des Crackings in den Hintergrund. Nach einer Festnahme wandte sich die Gruppe ab dem Jahr 2000 wieder zunehmend den Demos zu und gab 2003 ihren Rückzug aus der Warez-Szene bekannt. Im April 2004 wurde von Strafverfolgungsbehörden mit Operation Fastlink ein koordinierter Schlag gegen die Warez-Szene durchgeführt, die auch Mitglieder von Fairlight traf.
2006 gewann Fairlight die Intel Demo Competition, 2008 belegte das Team in Kollaboration mit The Black Lotus (TBL) und ihrer Demo Only one Wish den zweiten Platz.
Im April 2008 wurde bekannt, dass der Chairman der republikanischen Partei in Kalifornien, Tony Krvaric, in den 1980er Jahren an der Gründung der Gruppe beteiligt war.
Im August 2008 veröffentlichte die Gruppe die Intro-Demo Panic Room von 64 KiByte Dateigröße, die mit einer Reihe von 3D-Effekten, über 400 Shadern und prozeduralen Texturen in Echtzeit eine mit Soundtrack unterlegte Sequenz von über vier Minuten Laufzeit für Windows erzeugt. Beim Demo-Wettbewerb MAiN 2 2009 in Frankreich belegte Fairlight mit Blunderbuss den zweiten Platz.
Aus dem von Fairlight für eigene Zwecke entwickelten Demo-Tool Demolition entstand die kommerziell vertriebene Software Notch, mit der neben Demos auch visuelle Effekte für Musikvideos und Bühnenshows unter anderem von Coldplay, Ed Sheeran, Rihanna und Black Sabbath sowie zahlreiche interaktive Ausstellungen und Kunstinstallationen entstanden.
Mit der Demo Sokia gewann Fairlight 2017 in Zusammenarbeit mit CNCD die Auszeichnung „Demo des Jahres“ des Demo-Magazins 4Sceners in den Kategorien „Beste PC Demo“ und „Beste Effekte“ mit drei weiteren nominierten Demos in insgesamt sechs Kategorien. Anfang 2018 veröffentlichte Fairlight ein interaktives Musikvideo für Virtual-Reality-Headsets zu dem Song Lost der finnischen Band Phantom. Im Demo-Stil wird ein 8k-Video in 360°-Perspektive in Echtzeit dargestellt, in dem der Betrachter mit den dreidimensionalen visuellen Effekten interagieren kann.

## Stil
Fairlight setzte in den Cracktros genannten Intros ihrer frühen veröffentlichten Raubkopien auf eine der Fantasy entlehnten Ästhetik. Statt futuristischer Elemente, wie die Konkurrenz, setzte man auf Serifen- oder mittelalterliche Frakturschrift, Pergamentrollen und im Text auf pathetische Rhetorik. Ihre Mitglieder trugen Spitznamen, die dem Tolkien-Universum entlehnt waren, wie Strider oder Gollum und stilisierten ihre Tätigkeit als Cracker zur heroischen Tat.